# FTTx

Esquema dels diferents tipus

FTTx és un acrònim anglès que significa fiber to 'x'  (fibra fins a 'x'). Fa referència a totes les tecnologies d'accés que utilitzen fibra òptica. El tipus de servei FTTx es determine indicant fins a on arribe la fibra óptica que surt de la central de telecomunicacions. L'últim tram encara sovint sol ser un parell de cables de coure. La 'x' és una variable que pot ser:
- 'h' (home - llar)
- 'c' (curb - cantonada)
- 'b' (building - edifici)
- 'f' (feeder - alimentador)
- 'p' (premises - edifici)

La fibra òptica arriba fins a una gran varietat de llocs i que, en l'actualitat, es troben en un dels seus millors moments degut a la seva demanda en augment gràcies al fet que ofereix serveis de telefonia, televisió i Internet (Triple-play) amb tots els avantatges de la fibra òptica.
Les xarxes FTTx poden utilitzar dos tipus d'arquitectures. El punt a punt que connecta cada usuari amb el node central o una Xarxa òptica passiva (PON) amb un divisor òptic que fa d'intermediari entre els usuaris i el node central per minimitzar la tirada de fibra. Les xarxes segueixen sent costosos, tot i que els components òptics cada cop s'abarateixen més. Encara no se sap si l'increment d'amplada de banda estimularà noves aplicacions o si seran les noves aplicacions que impulsaran l'amplada de banda.
FTTH - Fiber to the home - Fibra fins a la llar
Es defineix com un circuit de línia de banda ampla a casa de l'abonat. És la més avançada de totes les xarxes i, típicament utilitza fibra monomode per connectar directament l'usuari amb el node central. A més, suporta transmissió bidireccional de veu d'alta velocitat. Es pot dir que és l'arquitectura més adient, d'entre totes, per la transmissió de dades d'alta velocitat (banda ampla) a les llars per la seva disposició física; en concret, perquè la tirada de fibra òptica és completa i no s'utilitza en cap punt cable de coure.
FTTB - Fiber to the building - Fibra fins a l'edifici
En aquesta arquitectura es col·loca una unitat ONU (Optical Network Unit), que és la que comunica l'usuari amb la xarxa i realitza les funcions de filtratge i enviament de dades provinents de l'usuari, a cada habitatge d'un bloc de pisos. Aquest tipus d'arquitectura combina fibra òptica i cable de coure.
FTTC - Fiber to the Curb - Fibra fins a la cantonada
En aquest cas la unitat ONU està situada en un lloc específic, de tal manera que pugui donar cobertura a un conjunt d'usuaris determinat situats en edificis diferents; mitjançant cable de coure, però.
FTTF - Fiber to the feeder - Fibra fins a l'alimentador
En aquest cas s'utilitza fibra òptica en tot el tram que va des del node central fins al terminal i la resta simplement amb cable de coure. Dins de les FTTF es troba inscrita l'arquitectura HFC que també combina cable coaxial i fibra òptica.
Les HFC funcionen de tal manera que el senyal de radiodifusió s'envia a un mòdul (anomenat headend) que s'encarrega de convertir-lo a senyal òptic. Aquesta finalment arriba a uns hubs que realitzen la conversió inversa i el senyal es transmet des dels hubs als usuaris.
FTTP - Fiber to the premises - Fibra fins l'edifici
És una denominació que tant pot indicar una FTTH com una FTTB, s'aplique a edificis que tenen pisos i locals comercials amb xarxa telemàtica pròpia.
FFTF - Fiber to the farm - Fibra cap a les granges 
En aquest cas són els mateixos interessats des de l'entorn rural que s'espavilen per construir trams de xarxa amb fibra òptica per arribar fins a llocs on existeixen trams de fibra òptica, el perquè d'aquest model de desplegament està inspirat en la xarxa oberta guifi.net que promou que l'interessat pugui millorar el seu accés a les telecomunicacions tot i ser a zones que no són rendibles per les operadores tradicionals.